# Kalinowski-Aguti
Das Kalinowski-Aguti (Dasyprocta kalinowskii) ist eine Art der Agutis. Es lebt endemisch im Süden von Peru.

## Merkmale
Das Kalinowski-Aguti erreicht eine Kopf-Rumpf-Länge von etwa 63 Zentimetern, Angaben zum Gewicht liegen nicht vor. Die Schwanzlänge beträgt etwa 24 Millimeter, die Hinterfußlänge 125 Millimeter, wobei alle Angaben vom Holotypus stammen. Es ist damit eine der größeren Aguti-Arten. Der Rücken der Tiere ist mit Haaren bedeckt, die schwarz und gelb bebändert sind, am Rumpf befinden sich längere Haare mit weißer Basis und schwarzen Haarspitzen. Die Bauchseite ist gelblich mit brauner Sprenkelung. Die Füße sind schwarz.

## Verbreitung

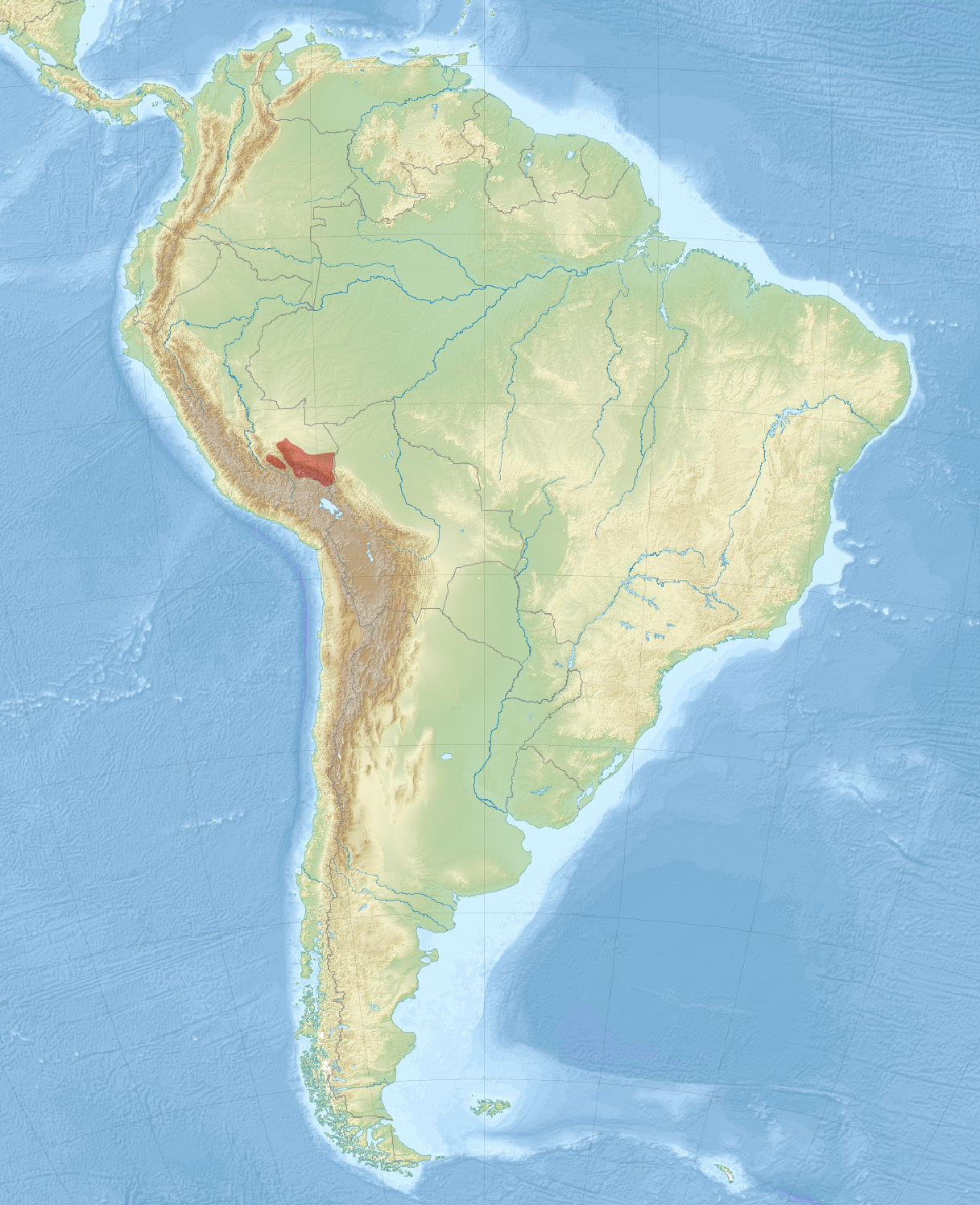
Verbreitungsgebiet des Kalinowski-Agutis

Das Verbreitungsgebiet des Kalinowski-Agutis ist auf den Süden von Peru beschränkt, wo die Tiere am Río Urubamba und im Distrikt Marcapata in den östlichen Anden nachgewiesen sind.

## Lebensweise
Das Kalinowski-Aguti lebt in den tropischen Bergwäldern der Yunga in den östlichen Anden Perus in Höhenlagen von 1000 bis 2000 Metern. Wie andere Arten der Gattung sind sie herbivor und ernähren sich vor allem von Früchten, Samen und Nüssen. Weitere Informationen zur Lebensweise der Tiere liegen nicht vor.

## Systematik
Das Kalinowski-Aguti wird als eigenständige Art innerhalb der Gattung der Agutis (Dasyprocta) eingeordnet, die aus mehr als zehn anerkannten Arten besteht. Die wissenschaftliche Erstbeschreibung der Art stammt von dem Zoologen Oldfield Thomas aus dem Jahr 1897, der sie aus „Idma, einem Dorf im Tal von Santa Ana“ in der Provinz Cusco beschrieb.
Innerhalb der Art werden keine Unterarten unterschieden.

## Status, Bedrohung und Schutz
Das Kalinowski-Aguti wird aufgrund der fehlenden Informationen von der International Union for Conservation of Nature and Natural Resources (IUCN) bislang nicht in eine Gefährdungskategorie eingeordnet, sondern als „data deficient“ gelistet. Die IUCN übernahm allerdings die Einordnung als eigenständige Art.

## Belege
1. 1 2 3 4 5 6 7  Kalinowski-Aguti. In: J. A. Gilbert, T.E. Lacher jr: Family Dasyproctidae (Agoutis and Acouchys) In: Don E. Wilson, T.E. Lacher, Jr., Russell A. Mittermeier (Hrsg.): Handbook of the Mammals of the World: Lagomorphs and Rodents 1. (HMW, Band 6) Lynx Edicions, Barcelona 2016, S. 460, ISBN 978-84-941892-3-4.
2. ↑  Dasyprocta kalinowskii. In: Don E. Wilson, DeeAnn M. Reeder (Hrsg.): Mammal Species of the World. A taxonomic and geographic Reference. 2 Bände. 3. Auflage. Johns Hopkins University Press, Baltimore MD 2005, ISBN 0-8018-8221-4.
3. ↑  Dasyprocta kalinowskii in der Roten Liste gefährdeter Arten der IUCN 2019. Eingestellt von: M. Weksler, 2016. Abgerufen am 3. Januar 2023.